# Disphragis nigriplaga
Disphragis nigriplaga är en fjärilsart som beskrevs av Jones 1912. Disphragis nigriplaga ingår i släktet Disphragis och familjen tandspinnare. Inga underarter finns listade i Catalogue of Life.